# بوزنک
بوزنک (به لهستانی:  Budzynek) یک روستا در لهستان است که در گمینا دالیکوو واقع شده‌است. بوزنک ۱۴۰ نفر جمعیت دارد.